# Trei povești de dragoste
Trei povești de dragoste este un film românesc din 2007 regizat de Letiția Popa.